# Silene crassipes
Silene crassipes är en nejlikväxtart som beskrevs av Edward Fenzl. Silene crassipes ingår i släktet glimmar, och familjen nejlikväxter. Inga underarter finns listade i Catalogue of Life.